# Siergiej Burienkow
Siergiej Pietrowicz Burienkow (ros. Сергей Петрович Буренков, ur. 20 lipca 1923 w Piotrogrodzie, zm. 8 kwietnia 2004 w Moskwie) – minister ochrony zdrowia ZSRR (1980-1986).

## Życiorys
Od 1941 studiował w Leningradzkiej Wojskowo-Morskiej Akademii Medycznej, 1942-1943 był kursantem batalionu szkolnego dywizji piechoty, 1943 i 1944-1947 ponownie studiował w Leningradzkiej Wojskowo-Morskiej Akademii Medycznej, 1943-1944 był instruktorem sanitarnym brygady czołgowej na Froncie Dońskim. Od 1947 w WKP(b), lekarz-ordynator sanatorium dla gruźlików Ministerstwa Bezpieczeństwa Państwowego ZSRR w Gruzińskiej SRR, 1949-1950 organizator kliniczny Leningradzkiego Instytutu Gruźlicy, 1950-1959 kierownik oddziału i zastępca głównego lekarza ds. medycznych sanatorium gruźliczego w Karelskiej ASRR. Kandydat nauk medycznych, 1959-1961 główny lekarz leningradzkiego miejskiego szpitala gruźliczego, 1961-1963 sekretarz rejonowego komitetu KPZR w Leningradzie, 1963 przewodniczący komitetu wykonawczego rady rejonowej w Leningradzie, 1963-1966 I sekretarz rejonowego komitetu KPZR w Leningradzie. 1966-1971 kierownik leningradzkiego miejskiego oddziału ochrony zdrowia, 1971-1980 I zastępca ministra, a od grudnia 1980 do grudnia 1986 minister ochrony zdrowia ZSRR, następnie na emeryturze. 1980-1990 zastępca członka KC KPZR. Deputowany do Rady Najwyższej ZSRR 10 i 11 kadencji.

## Odznaczenia
- Order Lenina
- Order Rewolucji Październikowej
- Order Wojny Ojczyźnianej I klasy
- Order Czerwonego Sztandaru Pracy
- Order „Znak Honoru”